# Podiapólskoie
Podiapólskoie (en rus: Подъяпольское) és un poble (un possiólok) del krai de Primórie, a l'Extrem Orient de Rússia, que en el cens del 2010 tenia 1.965 habitants.